# Rosa Feri-Fliegelmann
Rosa Feri-Fliegelmann (* 28. Februar 1878 als Rosa Fliegelmann in Wien; † Dezember 1966 in Morristown, New Jersey) war eine österreichisch-US-amerikanische Schulgründerin.

## Leben
Feri-Fliegelmann war die Tochter des Militärarztes Adolf/Abraham Fliegelmann (1834–1900) und der Rosalia Frankel. Sie besuchte die gymnasiale Mädchenmittelschule des Vereins für erweiterte Frauenbildung und legte die Matura am Akademischen Gymnasium in Wien ab. Danach studierte sie Germanistik an der Universität Wien, wo sie 1903 – als erste Frau an der Wiener Germanistik – mit einer Arbeit über Achim von Arnims Halle und Jerusalem promovierte.

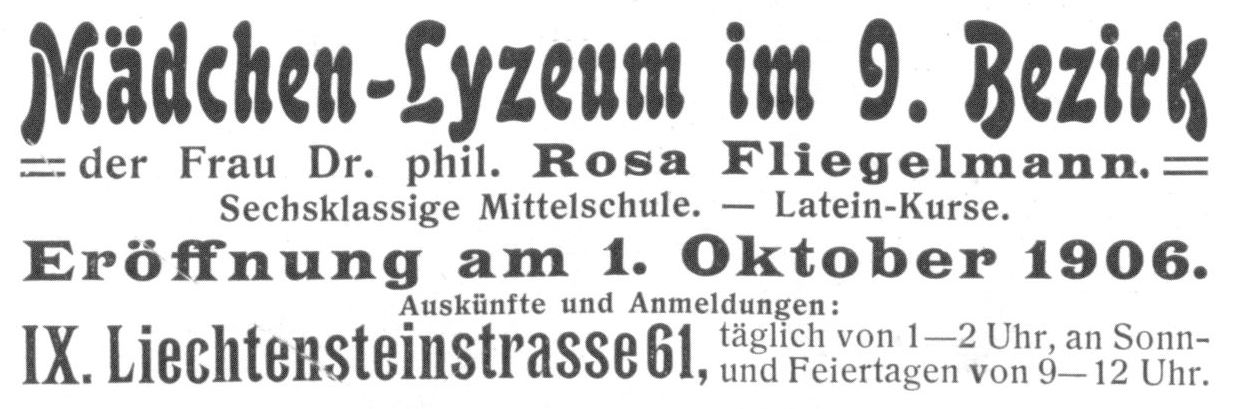
Reklame für das neueröffnete Lyzeum (Juni 1906)

Sie gründete 1906 ein Lyzeum in Wien-Alsergrund (zunächst Liechtensteinstraße 61, später Hörlgasse 12), das im gleichen Gebäude auch ein Internat ihrer Schwester Wilhelmine „Minna“ Rund (1875–1936) beherbergte. Die Schule erhielt 1907/08 das Öffentlichkeitsrecht. 1921 wurde ihr der Professorentitel verliehen. Die Schule wurde 1922 von der „Elternvereinigung zur Erhaltung einer Mädchenmittelschule im 9. Bezirk“ übernommen, musste jedoch bereits 1923 wieder geschlossen werden.
Ab Mitte der 1920er Jahre hielt sie zahlreiche öffentliche Vorträge, teilweise über (frauen-)politische, religiöse oder literarische Themen, jedoch auch über Teppichpflege oder gefahrloses Fensterputzen. Parallel scheint sie auch eine „Fortbildungsschule“ am alten Standort ihres Lyzeums betrieben haben. Sie war außerdem Vorstandsmitglied im Österreichischen Bundes für Mutterschutz um Hugo Klein (1863–1937) und verantwortete zeitweise die Redaktion des Vereinsblattes.
Feri-Fliegelmann war Jüdin. Die Sekundärliteratur geht in weiten Teilen davon aus, dass sie Opfer der Shoah wurde und 1942 in Theresienstadt ermordet wurde. Tatsächlich konnte sie jedoch nach Großbritannien fliehen, wo ihr Mann, der Arzt Karl Feri (1879–1939), starb. Sie konnte weiter in die Vereinigten Staaten emigrieren, wo sie am 2. September 1948 eingebürgert wurde. Ihr weiteres Leben wurde bisher nicht aufgearbeitet; sie starb im Dezember 1966 in New Jersey.